# Nanni Moretti
Giovanni Moretti, detto Nanni (Brunico, 19 agosto 1953), è un regista, attore, sceneggiatore e produttore cinematografico italiano.
Le sue opere, caratterizzate inizialmente da una visione ironica e sarcastica dei luoghi comuni e delle problematiche del mondo giovanile del tempo, si sono poi indirizzate verso una critica più sostanziale della società italiana e dei suoi costumi.

## Biografia

### Le origini
Nato a Brunico, in provincia di Bolzano, il 19 agosto del 1953 da genitori romani, in quel periodo in vacanza in Alto Adige. Il padre, Luigi Moretti, di origini in parte marchigiane e in parte bellunesi, era uno storico dell'antichità classica e docente universitario d'epigrafia greca, mentre la madre, Agata Apicella (1921-2010), di famiglia napoletana, era una professoressa di lettere al ginnasio. Ha un fratello maggiore, Franco, docente universitario di letterature comparate, e una sorella più piccola, Silvia, redattrice della Treccani. 
Cresce a Roma e, fin da adolescente, comincia a curare le sue due passioni: la pallanuoto, giocando nella S.S. Lazio Nuoto, e il cinema.

### Gli inizi negli anni settanta
Dopo aver frequentato il liceo classico, prima al Tasso e poi al Lucrezio Caro di Roma, nel 1973 gira il cortometraggio La sconfitta con una cinepresa Super 8, acquistata vendendo la sua collezione di francobolli; il film rivisita in chiave comica la crisi di un ex militante sessantottino. A questa prima opera seguirà un secondo cortometraggio, Pâté de bourgeois, nel quale sono trattate alcune storie di amici e di una coppia in crisi (il titolo è un gioco di parole in francese tra pâté de foie gras ed épater les bourgeois, "stupire i borghesi"). In quegli anni è iscritto al Cine Club di Roma sud, insieme con molti altri futuri professionisti del giornalismo, della sceneggiatura o della regia. Nel 1974 gira il mediometraggio Come parli frate?, una rilettura de I promessi sposi, narrata dal punto di vista del personaggio di Don Rodrigo, interpretato dallo stesso Moretti.

Nanni Moretti nel film Padre padrone del 1977

Nel dicembre del 1976 esce Io sono un autarchico, suo primo lungometraggio, girato ancora in Super 8, nel quale compare per la prima volta il personaggio di Michele Apicella (il cognome è quello della madre di Moretti) da lui poi interpretato in altri quattro film. Io sono un autarchico ottiene un buon successo di pubblico, rimanendo in programmazione per molto tempo al Filmstudio di Roma. Il film è successivamente ristampato in 16 mm e proiettato in altri Cine Club romani, e a Berlino e Parigi in occasione dei rispettivi festival cinematografici, cominciando a suscitare l'interesse di alcuni critici (tra cui Alberto Moravia, su L'Espresso del 9 gennaio 1977). Nel 1977 riesce a farsi notare dai registi Paolo e Vittorio Taviani, che gli offrono una parte nel film Padre padrone: è il commilitone del pastore Gavino Ledda, quello che più di ogni altro lo spinge a mettersi a studiare.
L'8 marzo 1978 esce a Roma Ecce bombo, il suo primo prodotto professionale. Il film, girato in 16 mm e – fatto raro per l'epoca – in presa diretta, viene presentato in concorso al Festival di Cannes e raggiunge un inaspettato successo di pubblico (costato 180 milioni di lire, incassa 2 miliardi), imponendo l'autore all'attenzione della critica. Il film scatena una controversia con Alberto Sordi, al tempo considerato l'icona del cinema italiano: in una scena ormai divenuta celebre, Moretti attacca duramente l'attore romano per non aver mai preso posizione politica. I due, molti anni dopo, si ritrovarono alla premiazione per il David di Donatello a dover dividere, con visibile imbarazzo, lo stesso palco. Successivamente - come raccontò "Albertone" - sotterrarono i dissapori e si abbracciarono al Festival di Locarno del 1996.

### Anni ottanta

Nanni Moretti al Giffoni Film Festival, nel 1986

Nel 1981 esce Sogni d'oro, il primo film girato in 35 mm, con il quale Moretti partecipa alla Mostra internazionale d'arte cinematografica di Venezia ottenendo il Leone d'argento - Gran premio della giuria, ma che non raccoglie lo stesso successo di pubblico dei due film precedenti.
Nel 1984 esce Bianca, il cui soggetto propone, oltre agli elementi tipici dei film di Moretti, anche un intreccio da film giallo. Nel 1985 è la volta di La messa è finita in cui Moretti, smessi i panni di Michele Apicella, veste quelli del prete don Giulio; il film, che si avvale della presenza di ineccepibili comprimari come Marco Messeri e Ferruccio De Ceresa, si aggiudica l'Orso d'argento al Festival di Berlino del 1986.
Nel 1987 fonda con Angelo Barbagallo la Sacher Film, casa di produzione cinematografica, con l'intento di dare spazio a un cinema impegnato realizzato da autori nuovi. Il nome si ispira a uno dei suoi dolci preferiti, la Sachertorte, citata prima in Sogni d'oro e poi nel film Bianca, nel quale Michele Apicella durante una cena apostrofa uno dei commensali che afferma di non conoscere la Sachertorte con la frase divenuta famosa: "Continuiamo così, facciamoci del male!" Sempre nello stesso anno, la Sacher Film produce il suo primo film, il riuscito Notte italiana, con la regia di Carlo Mazzacurati e con Marco Messeri protagonista. Nel 1988 è la volta di Domani accadrà di Daniele Luchetti, nel quale Moretti interpreta una piccola parte.
Nel 1989 Moretti gira Palombella rossa, film nel quale i contenuti politici non appaiono più sottintesi, ma costituiscono una parte integrante della storia; nel titolo si fa riferimento alla "palombella", termine usato nel gioco della pallanuoto per indicare un tiro analogo al pallonetto nel gioco del calcio. Nel film inserisce alcuni spezzoni tratti dal suo primo cortometraggio (La sconfitta).

### Gli anni novanta e l'impegno politico

Nanni Moretti interpreta il ministro Cesare Botero ne Il portaborse

Nel 1990 realizza un mediometraggio documentario, La Cosa (il titolo fa riferimento alla definizione di Achille Occhetto del futuro organo politico derivante dalla trasformazione del Partito Comunista Italiano). Il film, girato in 16 mm e andato in onda sulla Rai e in poche sale scelte, illustra il dibattito interno tra i militanti comunisti nell'ambito della rifondazione del Partito. Nel 1991 partecipa come co-protagonista al film Il portaborse di Daniele Luchetti, dove interpreta l'infame ministro Cesare Botero. Il film "ottiene un grande successo anche per i riferimenti alla situazione politica italiana del momento", e Moretti vince il David di Donatello per il miglior attore protagonista.
Nello stesso anno prende in gestione e fa ristrutturare una vecchia sala cinematografica nel quartiere romano di Trastevere, il "Nuovo Cinema", con l'intenzione di creare uno spazio di nuovo tipo nell'ambito delle sale cinematografiche (proiezione di prodotti impegnati, centro dibattiti, libreria a tema, ecc.). Il 1º novembre 1991 il Cinema Nuovo Sacher è inaugurato con la proiezione del film Riff Raff di Ken Loach, esempio di quel cinema impegnato che Moretti ricerca per la sua sala e il suo pubblico.

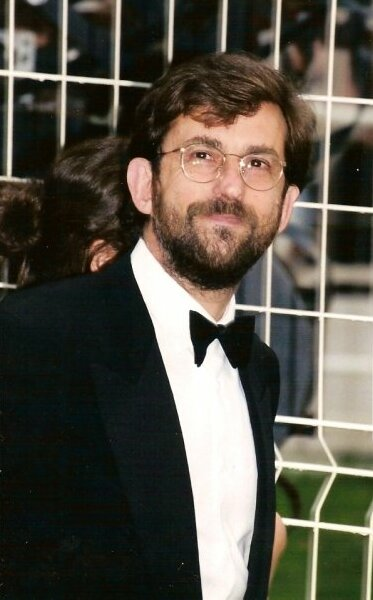
Nanni Moretti al Festival di Cannes del 1999

Nel 1993 realizza Caro diario, film costituito da tre episodi (In vespa, Le isole, Medici) di carattere autobiografico, girato sotto forma di documentario, in cui Moretti interpreta per la prima volta sé stesso e non più l'alter ego Michele Apicella o altri personaggi. Il film ottiene il premio per la miglior regia al Festival di Cannes del 1994. In un cameo appare Jennifer Beals.
In questo periodo, comincia l'accentuarsi dell'impegno politico di Moretti, che coordina e produce L'unico paese al mondo, cortometraggio composto da nove episodi caratterizzati da una visione critica e pessimistica del futuro del paese nel caso di affermazione elettorale della coalizione di centrodestra; Nanni Moretti dirige l'ultimo episodio.
Nel 1995 produce e interpreta La seconda volta, opera prima di Mimmo Calopresti, incentrata sulla storia dell'incontro casuale fra la vittima di un attentato terroristico, il professor Alberto Sajevo, e una degli attentatori (interpretata da Valeria Bruni Tedeschi); il soggetto è liberamente tratto dal libro autobiografico Colpo alla nuca di Sergio Lenci.
Nel 1996 gira il cortometraggio Il giorno della prima di Close Up, in cui descrive la sua preoccupazione per un eventuale esito negativo della prima visione nel cinema Nuovo Sacher di un film non propriamente commerciale (il citato Close Up del regista iraniano Abbas Kiarostami). Sempre nel 1996 recita nel film Tre vite e una sola morte del regista cileno Raúl Ruiz.
A maggio del 1997 è tra i giurati del Festival di Cannes.
Sempre nel 1997 fonda, insieme con Roberto Cicutto e Luigi Musini, la società di distribuzione "Tandem", che pochi mesi più tardi, dopo aver distribuito il film Aprile, prenderà il nome di "Sacher Distribuzione".
Nel 1998 esce il film Aprile, strutturato ancora una volta in forma di diario e in cui Moretti continua a interpretare sé stesso. Il film è dedicato alla nascita del figlio Pietro, avuto da Silvia Nono (figlia del compositore Luigi Nono e di Nuria, figlia del compositore Arnold Schönberg) il 18 aprile 1996, tre giorni prima che la coalizione di centrosinistra guidata da Romano Prodi vincesse le elezioni politiche. In alcune scene, compare anche la madre Agata Apicella. Il film viene spesso citato per la frase "D'Alema, di' una cosa di sinistra" che viene pronunciata da Moretti mentre guarda un dibattito televisivo in cui Massimo D'Alema tace di fronte agli interventi dell'avversario politico Silvio Berlusconi.

### Dalla Palma d'oro di Cannes a oggi

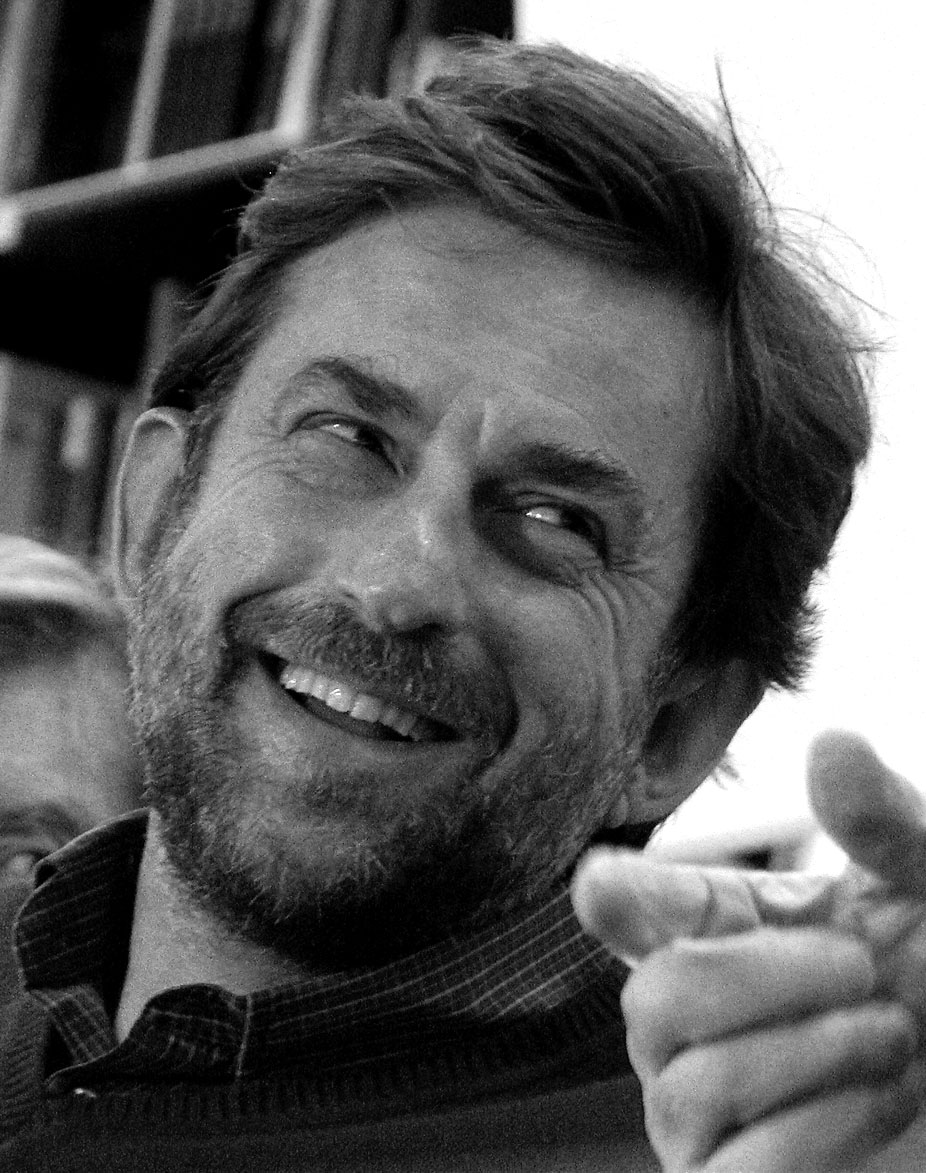
Nanni Moretti nel 2007

Nel 2001 è la volta de La stanza del figlio, in cui vengono descritti gli effetti che la morte accidentale di un figlio provoca in una famiglia di ceto medio. Il film riceve nel 2001 la Palma d'oro (in giuria Mimmo Calopresti) al Festival di Cannes e il David di Donatello. Nel 2002 gira il cortometraggio The Last Customer, documentario in cui viene descritta la storia di una famiglia di New York costretta a chiudere la farmacia che gestisce da due generazioni a causa dell'imminente abbattimento del palazzo in cui si trova.
Nel 2003 gira il cortometraggio Il grido d'angoscia dell'uccello predatore (20 tagli d'Aprile), cortometraggio realizzato con spezzoni tratti dal film Aprile.
Nel 2004 produce Te lo leggo negli occhi di Valia Santella, un film drammatico dove compare in un cameo.
Nel 2006 torna al lungometraggio girando Il caimano, ispirato alla figura di Silvio Berlusconi. Il film, presentato nel pieno della campagna elettorale per le elezioni politiche di quello stesso anno, ha suscitato numerose polemiche presentando scenari apocalittici che sarebbero seguiti a un rifiuto del leader di Forza Italia di abbandonare il potere. Nel film sono inoltre presenti brani di apparizioni televisive di Berlusconi. Il 27 dicembre 2006 Nanni Moretti ha accettato la nomina a nuovo direttore artistico del Torino Film Festival. Ma due giorni più tardi, in seguito a una polemica da parte di alcuni ideatori della manifestazione, ha deciso di rinunciare all'incarico. Dopo un mese di polemiche, contestazioni, e un suo ulteriore rifiuto, il 25 gennaio 2007 il regista ha accettato la direzione della rassegna torinese, che deterrà per quell'anno e per il successivo. A febbraio 2007 si separa dal socio Angelo Barbagallo con cui ha fondato la Sacher Film e ne resta da solo alla guida; è lo stesso Barbagallo che sul sito di Cinecittà dice: "La separazione tra me e Nanni c'è, ma si tratta di una separazione serena e consensuale, senza traumi e dissapori, da vecchi amici".

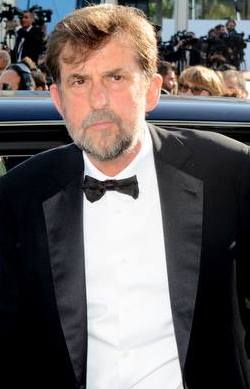
Nanni Moretti al Festival di Cannes 2015

È protagonista e sceneggiatore del film Caos calmo, tratto dall'omonimo libro di Sandro Veronesi e diretto da Antonello Grimaldi, la cui uscita nelle sale è avvenuta l'8 febbraio 2008. Successivamente, vengono annunciati dallo stesso Moretti due nuovi documentari, È successo in Italia, sull'ascesa in politica di Silvio Berlusconi, e un progetto ancora senza titolo sul PCI.

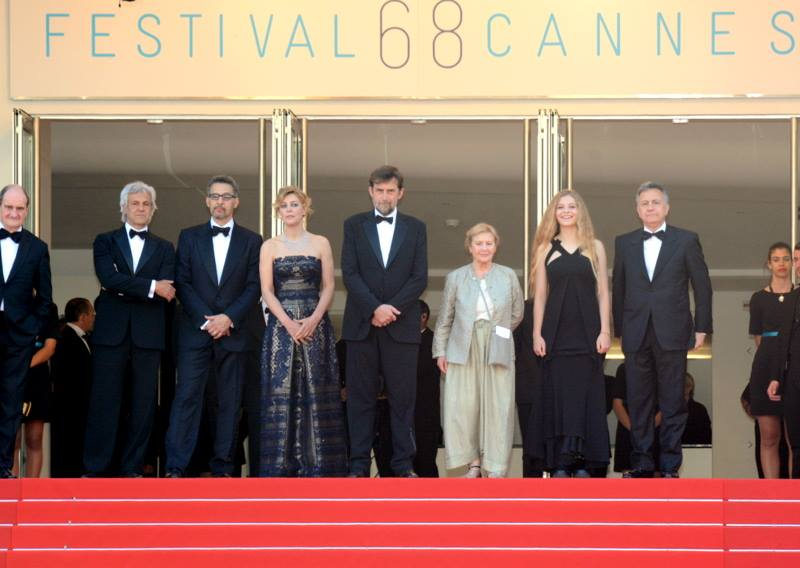
Nanni Moretti e il cast di Mia madre al Festival di Cannes 2015

Il 15 aprile 2011 esce nelle sale Habemus Papam, undicesimo film di Nanni Moretti, girato a Roma. La pellicola è prodotta dalla casa di produzione del regista, la Sacher Film, assieme a Fandango, Rai Cinema e alla società francese Le Pacte. Il cast vede come protagonista Michel Piccoli e la partecipazione di Jerzy Stuhr, Renato Scarpa, Margherita Buy, Franco Graziosi e lo stesso Nanni Moretti. Viene presentato in concorso al Festival di Cannes 2011. Il regista italiano ha presieduto la giuria del Festival di Cannes dell'edizione 2012. Il 21 maggio 2012 viene nominato Commandeur de l'ordre des Arts et Lettres (Commendatore delle Arti e delle Lettere) dal ministro della cultura francese.
Il 16 aprile 2015 esce il film Mia madre, con Margherita Buy, John Turturro, Giulia Lazzarini e lo stesso Moretti. Il film viene presentato in concorso al Festival di Cannes 2015, dove riceve un'ottima accoglienza anche da parte della stampa straniera e una buona accoglienza da parte di pubblico.
Il 23 novembre 2016 presenta al Torino Film Festival una versione restaurata in 4K di Palombella rossa e dal 3 aprile 2017 parte per un tour di presentazione, partendo dal cinema Arsenale di Pisa.
Lo stesso anno realizza il cortometraggio Piazza Mazzini e partecipa di nuovo al Torino Film Festival per il trentennale di Notte italiana in ricordo di Carlo Mazzacurati.
Il 30 ottobre 2017 partecipa come ospite al Festival del Cinema di Roma e presenta il cortometraggio inedito Autobiografia dell'uomo mascherato. Durante la serata ha dichiarato di aver sconfitto un tumore.
Il 6 dicembre 2018, a meno di un mese dalla presentazione al Torino Film Festival, esce Santiago, Italia, un documentario sulla dittatura di Pinochet girato nella tarda estate 2017, in seguito a un suo viaggio in Cile.
Nella primavera 2019 dirige Tre piani, la cui data di uscita era prevista per il 23 aprile 2020 con la seguente partecipazione al Festival di Cannes, ma vengono entrambi spostate all'anno successivo per via della pandemia di COVID-19. Si tratta del primo film di Nanni Moretti ispirato a un romanzo, Tre piani, dello scrittore israeliano Eshkol Nevo.
Il 12 ottobre 2020 torna al cinema con una versione restaurata di Caro diario e parte per un tour di presentazione, a iniziare da Perugia, il 9 ottobre al PostModernissimo.
A ottobre del 2022, il mese dopo l'anteprima al Festival Internazionale del Cinema di Toronto torna al cinema come attore nel cast de Il colibrì diretto da Francesca Archibugi, film ispirato al romanzo omonimo di Sandro Veronesi.
Nel 2023 esce Il sol dell'avvenire, che tratta il tema dell'invecchiamento e, tramite metacinema, del rapporto controverso tra il PCI e l'URSS nel contesto della repressione sovietica dei rivoluzionari democratici a Budapest nel 1956. Tornano Silvio Orlando e Margherita Buy nel cast. Nell'ottobre 2023 la prima regia teatrale: Diari d'amore (commedie Dialogo e Fragola e panna di Natalia Ginzburg), con Valerio Binasco e Daria Deflorian.
Nel 2024 è alla Mostra del cinema di Venezia per presentare la versione restaurata di Ecce Bombo. Il 1º ottobre dello stesso anno è stato colpito da un infarto e il successivo 2 aprile 2025 per una seconda volta, venendo ricoverato per alcuni giorni all'ospedale San Camillo.

## Collaborazioni ricorrenti
Nanni Moretti ha utilizzato più volte, generalmente come caratteristi, gli stessi attori nei suoi film: il padre, Luigi Moretti, e Dario Cantarelli appaiono in sei pellicole. Tra i personaggi principali è invece da segnalare la proficua collaborazione con Silvio Orlando che recita in cinque film del regista (tra cui il ruolo di protagonista ne Il caimano), Marco Messeri presente in tre pellicole, Laura Morante (apparsa in Sogni d'oro, Bianca e La stanza del figlio), Vincenzo Salemme appare invece in tre film (Sogni d'oro, Bianca e La messa è finita), Margherita Buy in cinque (Il caimano, Habemus Papam, Mia madre, Tre piani, Il sol dell'avvenire) e Jasmine Trinca apparsa in La stanza del figlio e Il caimano, con un cameo ne Il sol dell'avvenire.

## Vita privata
È stato compagno di Silvia Nono, figlia del musicista Luigi Nono, con cui nel 1996 ha avuto il figlio Pietro. Nanni Moretti è ateo, ma preferisce la dizione "non credente". Il 13 maggio 2011, dopo la presentazione del suo film Habemus Papam, durante l'incontro con la stampa ha dichiarato "non sono credente e mi dispiace".
Qualche tempo prima dell'uscita di Caro diario guarisce da un linfoma di Hodgkin, esperienza raccontata in maniera ironica nell'episodio conclusivo del film.
Vive dai primissimi anni ottanta nel quartiere romano Monteverde Vecchio dopo aver vissuto negli anni dell'infanzia e della prima giovinezza nel quartiere Trieste.

## Posizioni politiche
Vicino da sempre agli ideali di sinistra, nel 2002, facendosi portavoce di una diffusa posizione critica sia nei confronti del governo di centrodestra sia degli esponenti del centrosinistra, è tra i promotori del movimento dei girotondi. È di questo periodo il famoso "urlo di piazza Navona", un breve discorso in un comizio de L'Ulivo in cui criticò duramente i dirigenti del centrosinistra che avevano parlato dallo stesso palco prima di lui, e per il quale nell'aprile del 2014 sarà condannato al risarcimento del danno, quantificato in 7 276 euro, per diffamazione di Emilio Fede, definito da Moretti "un personaggio violento".
Il 22 febbraio 2013, in vista delle imminenti elezioni politiche, presenzia sul palco del Teatro Ambra Jovinelli di Roma all'ultimo comizio elettorale del Partito Democratico di Pier Luigi Bersani.

## Filmografia

### Regista, sceneggiatore, attore e produttore

#### Cinema
- Io sono un autarchico (1976)
- Ecce bombo (1978)
- Sogni d'oro (1981)
- Bianca (1984)
- La messa è finita (1985)
- Palombella rossa (1989)
- Caro diario (1993)
- Aprile (1998)
- La stanza del figlio (2001)
- Il caimano (2006)
- Habemus Papam (2011)
- Mia madre (2015)
- Tre piani (2021)
- Il sol dell'avvenire (2023)
- Succederà questa notte (2026)

#### Mediometraggi e documentari
- Come parli frate? (1974)
- La cosa (1990)
- Il diario del caimano (2006)
- Santiago, Italia (2018)[41]

#### Cortometraggi
- La sconfitta (1973)
- Pâté de bourgeois (1973)
- Un autarchico al 'palazzo'  – film TV (1977)
- L'unico paese al mondo – cortometraggio collettivo (1994)
- Il giorno della prima di Close Up (1996)
- The Last Customer (2003)
- Il grido d'angoscia dell'uccello predatore (20 tagli d'Aprile) (2003)
- L'ultimo campionato (2007) – girato nel 1986
- Chacun son cinéma, episodio Diario di uno spettatore (2007)
- Filmquiz (2008)
- Ischi allegri e clavicole sorridenti (2017)
- Piazza Mazzini (2017)[42]
- Autobiografia dell'uomo mascherato (2020) – girato nel 2013

### Attore
Moretti appare in tutti i lungometraggi da lui diretti e inoltre in:
- Padre padrone, regia di Paolo e Vittorio Taviani (1977)
- Riso in bianco: Nanni Moretti atleta di se stesso, regia di Marco Colli – film TV (1984)
- Domani accadrà, regia di Daniele Luchetti (1988)
- Il portaborse, regia di Daniele Luchetti (1991)
- La seconda volta, regia di Mimmo Calopresti (1995)
- Te lo leggo negli occhi, regia di Valia Santella (2004) – cameo, non accreditato
- Caos calmo, regia di Antonello Grimaldi (2008)
- Venanzio Revolt: i miei primi 80 anni di cinema, regia di Fabrizio Dividi, Marta Evangelisti, Vincenzo Greco (2016) – voce narrante
- Il colibrì, regia di Francesca Archibugi (2022)

### Altre apparizioni
- Bellissimo: immagini del cinema italiano, regia di Gianfranco Mingozzi (1985)
- Caro Nanni, regia di Francesco Conversano e Nene Grignaffini (1993)
- Tre vite e una sola morte, regia di Raoul Ruiz (1996) – non accreditato
- Fellini: sono un gran bugiardo, regia di Damian Pettigrew (2002) – non accreditato
- Gente di Roma, regia di Ettore Scola (2003) – non accreditato
- I nostri trent'anni, regia di Giovanna Taviani (2004)
- Qualcosa di sinistra, regia di Wolfang Achtner (2007)
- Voi siete qui, regia di Francesco Matera (2011)
- Une journée particulière, regia di Samuel Fauer e Gilles Jacob (2012)
- Girlfriend in a Coma, regia di Annalisa Piras (2012)
- Filmstudio, mon amour, regia di Toni D'Angelo (2015)
- Dalla quercia alla palma: i 40 anni di Padre padrone, regia di Sergio Naitza (2017)
- Evviva Giuseppe, regia di Stefano Consiglio (2017)
- Nanni Moretti e la politica, regia di Paolo Santoni e Xavier Barthélemy (2020)
- Las leonas, regia di Isabel Achava e Chiara Bondi (2022)
- Franco Battiato - La voce del padrone, regia di Marco Spagnoli (2022)

### Produttore
Moretti ha prodotto tutti i film da lui diretti a partire dal 1989 e inoltre:
- Notte italiana, regia di Carlo Mazzacurati (1987)
- Domani accadrà, regia di Daniele Luchetti (1988)
- Il portaborse, regia di Daniele Luchetti (1991)
- La seconda volta, regia di Mimmo Calopresti (1995)
- I diari della Sacher, regia di registi vari – documentari (2001-2002)
- Te lo leggo negli occhi, regia di Valia Santella (2004)
- Colpi di testa, regia di Loredana Conte – cortometraggio (2005)
- Piazza, regia di Karen di Porto (2022)
- Las leonas, regia di Isabel Achava e Chiara Bondi (2022)
- Quasi a casa, regia di Carolina Pavone (2024)
- Vittoria, regia di Alessandro Cassigoli e Casey Kauffman

## Teatro

### Regista
- Diari d'amore di Natalia Ginzburg (2023-in corso)

## Audiolibri
- Goffredo Parise, Sillabari, Emons Audiolibri, 2012, ISBN 978-88-95703-72-5.
- Natalia Ginzburg, Caro Michele, Emons Audiolibri, 2016.

## Riconoscimenti
Nel corso della sua carriera ha ricevuto nove David di Donatello (fra cui due premi speciali nel 1986): ha ricevuto tre volte il premio al miglior film (Caro diario, La stanza del figlio e Il caimano), una come regista, una come miglior produttore e una come attore protagonista. Ha inoltre vinto undici Nastri d'argento.
Alla Mostra internazionale d'arte cinematografica di Venezia ha vinto il Leone d'argento - Gran premio della giuria per Sogni d'oro (1981), al Festival di Berlino ha vinto l'Orso d'argento, gran premio della giuria per La messa è finita (1986), mentre al Festival di Cannes ha vinto il Prix de la mise en scène per Caro diario (1994) e la Palma d'oro per La stanza del figlio (2001).